# Nationale Forschungsdateninfrastruktur

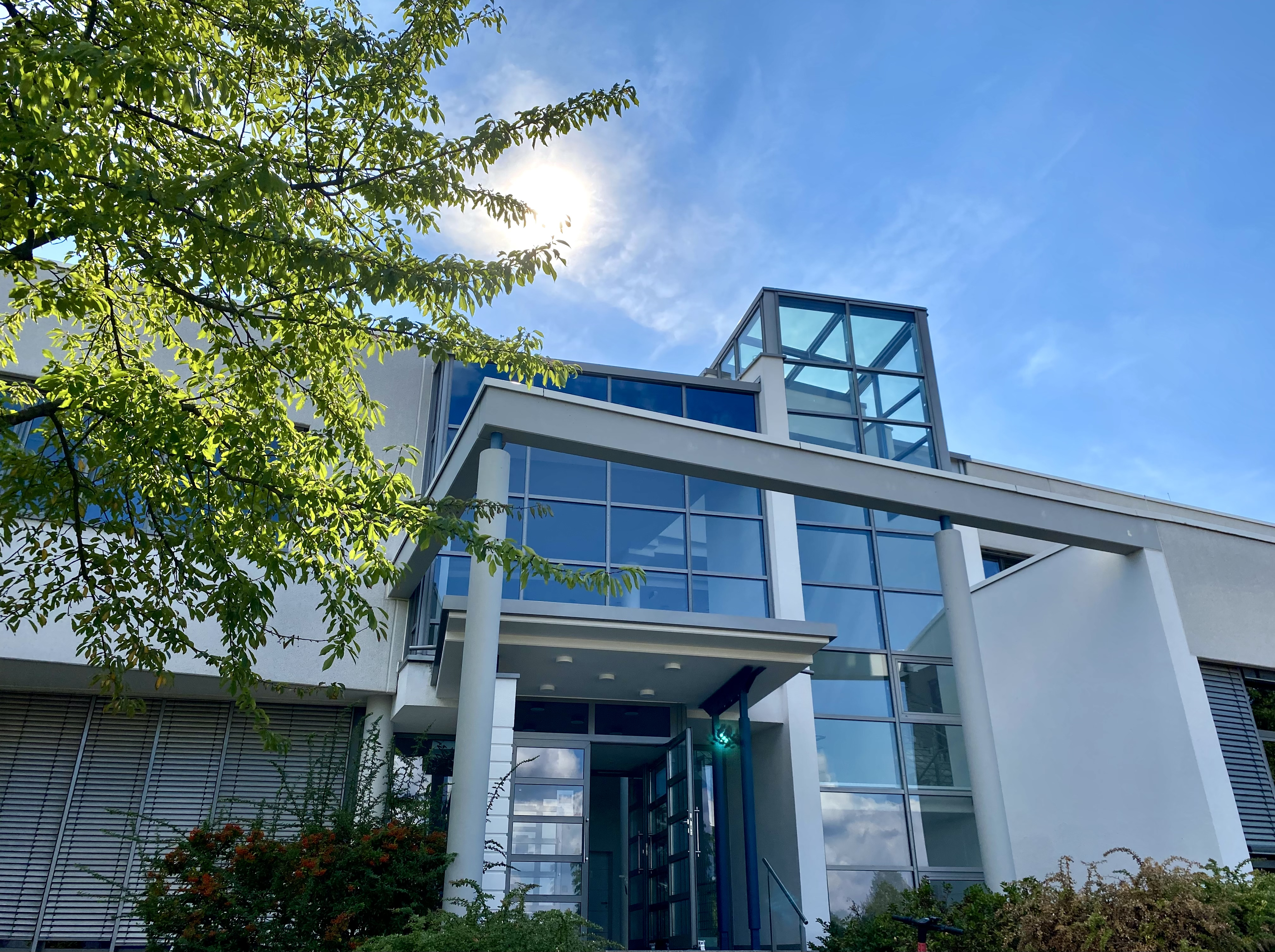
Die Geschäftsstelle des Vereins Nationale Forschungsdateninfrastruktur (NFDI) e. V. befindet sich in Karlsruhe.

Die Nationale Forschungsdateninfrastruktur (NFDI) hat das Ziel, Daten von Wissenschaft und Forschung zur Verfügung zu stellen, zu vernetzen und somit langfristig nutzbar zu machen. An NFDI wirken Einrichtungen aus diversen Forschungsbereichen mit. Sie arbeiten an Services, Trainingsangeboten für Forschende und Standards für den Umgang mit Daten.

## Ziele
Die Vision von NFDI sind „Daten als gemeinsames Gut für exzellente Forschung, organisiert durch die Wissenschaft in Deutschland“. Die Deutsche Forschungsgemeinschaft beschreibt die Zielsetzung von NFDI folgendermaßen: „Die nationale Forschungsdateninfrastruktur (NFDI) soll die Datenbestände von Wissenschaft und Forschung systematisch erschließen, nachhaltig sichern und zugänglich machen sowie (inter-)national vernetzen.“ In einer Pressemeldung formuliert die Gemeinsame Wissenschaftskonferenz (GWK) im November 2018: „Die NFDI soll Standards im Datenmanagement setzen und als digitaler, regional verteilter und vernetzter Wissensspeicher Forschungsdaten nachhaltig sichern und nutzbar machen.“

## Struktur
NFDI ist als gemeinnütziger Verein organisiert. Die Bundesrepublik Deutschland und alle 16 Länder haben den Verein Nationale Forschungsdateninfrastruktur (NFDI) e. V. am 12. Oktober 2020 gegründet.
Der Verein hat fünf Vereinsorgane, deren Funktionen in der Vereinssatzung beschrieben werden. Die Organe sind die Mitgliederversammlung, das Direktorat, das Kuratorium, der Wissenschaftliche Senat und die Konsortialversammlung. Die Konsortialversammlung ist für die „inhaltlich-technischen Grundsätze“ von NFDI zuständig und besteht aus einem Sprecher bzw. einer Sprecherin jedes Konsortiums. Der Wissenschaftliche Senat ist das „inhaltlich-strategische Gremium“ und setzt sich aus je vier Vertretern der Konsortialversammlung, der Allianz der Wissenschaftsorganisationen und der Gemeinsamen Wissenschaftskonferenz sowie der Direktorin bzw. dem Direktor des NFDI-Vereins als Vorsitz zusammen. Das Direktorat besteht aus einem wissenschaftlichen Mitglied (Direktor/Direktorin) sowie einem administrativen Mitglied (kaufmännischer Leiter/kaufmännische Leiterin) und wird von der Geschäftsstelle mit Sitz in Karlsruhe unterstützt. Als administrativ-strategisches Kontrollgremium agiert das Kuratorium. Es überwacht und bestellt das Direktorat, stimmt der Aufnahme und dem Ausschluss von Mitgliedern zu und ist an finanziellen und organisatorischen Entscheidungen beteiligt. Die Mitgliederversammlung setzt sich aus allen Mitgliedern des Vereins zusammen und ist beispielsweise für die Entgegennahme der Jahresrechnung und des Tätigkeitsberichts zuständig. Zu den Mitgliedern gehören ausschließlich juristische Personen wie Universitäten, Hochschulen, Forschungszentren, Unternehmen etc.
Neben den Organen gehören zu NFDI fünf Sektionen zu interdisziplinären Themen, 26 fachliche Konsortien und der Zusammenschluss von Konsortien, Base4 NFDI, der sich NFDI-weiten Services widmet.

## NFDI-Sektionen
Die Mitgliedsorganisationen des Vereins Nationale Forschungsdateninfrastruktur (NFDI) e. V. können sich an verschiedenen Sektionen beteiligen, in denen Themen bearbeitet werden, die von allen bzw. mehreren Konsortien geteilt werden. Die Sektionen sind nach Themen aufgebaut. Stand Januar 2024 gibt es fünf verschiedene Sektionen:

### Sektion Common Infrastructures (section-infra)
Ein Ziel dieser Sektion ist die Arbeit an einer multi-cloud-basierten Infrastruktur. Auch technische und organisatorische Strukturen sollen von dieser Sektion geschaffen werden. Diese sollen möglichst nachhaltig und fächerübergreifend gestaltet werden. Die Sektion will mit verschiedenen Initiativen innerhalb und außerhalb der NFDI zusammenarbeiten. Die Sektion wird koordiniert von Mitgliedern der NFDI4Biodiversity und NFDI4Cat.

### Sektion Ethical, Legal and Social Aspects (section-ELSA)
Das Ziel dieser Sektion ist es, die ethischen, sozialen und rechtlichen Aspekte stärker einzubinden und konsortienübergreifende Leitlinien zu erstellen. Es sollen Task Forces gebildet werden und weiterführende Forschungsfragen erstellt werden. Aufgaben hierbei sind die Klärung der rechtlichen Stellungen von Wissenschaftlern innerhalb des FDM und auch Interessenkonflikte zu bewerten und zu bearbeiten. Hierbei werden auch rechtliche Fragen und verschiedene Forschungsverfahren geprüft. Zu den Gründungsmitgliedern gehören unter anderem NFDI4Health und DataPLANT.

### Sektion (Meta)daten, Terminologien und Provenienz (section-metadata)
Die Aufgabe der Sektion ist es, die hier genannten Teilbereiche erfolgreich an den FAIR-Kriterien sichtbar zu machen. Der Teilbereich Metadaten befasst sich mit den Fragen nach Auffindbarkeit von Daten, Datenstandards und Persistent-Identifier-Systeme. Der Bereich Terminologie befasst sich mit Top-Level Ontologien sowie der Frage nach Verwendbarkeit von Fach-Vokabulars. Der letzte Teil, der Themenbereich Provenienz befasst sich mit rechtlichen, technischen und kulturellen Aspekten der Metadaten im Bereich der Entstehung. Auch sollen hier Vorschläge für einheitliche Dokumentationsverfahren gebracht werden. Die Sektion hat bereits mehrere Zusammenarbeiten außerhalb der NFDI ins Auge gefasst. So will die Sektion mit der European Open Science Cloud (EOSC), der World Data Systems (WDS) und verschiedenen FDM Landesinitiativen zusammenarbeiten.

### Sektion Training und Education (section-edutrain)
Ziele dieser Sektion sind es, Data Literacy und FAIR-Prinzipien auf allen Ebenen der Gesellschaft (Hochschule, Industrie, Ausbildungen etc.) zu vermitteln. Es sollen auch gemeinschaftliche Lehr-Plattformen geschaffen werden und das Bewusstsein für FDM in vielen Communities erhöht werden. Diese Sektion hat sich der Zusammenarbeit mit den anderen Sektionen als auch Initiativen außerhalb des Spektrums der NFDI verschrieben. Teilweise sind die Partner außerhalb Deutschlands zu finden. Mit den anderen Sektionen wird ein deutlicher Forschungsaufwand betrieben. Es wird angestrebt, auch außerhalb der NFDI mit Partnern zusammenzuarbeiten. Die Sektion wird von Mitgliedern der beiden Konsortien NFDI4ING und NFDI4Chem koordiniert.

### Sektion Industry Engagement (section-industry)
Die Sektion Industry Engagement befasst sich mit der Gestaltung von Kooperationen zwischen Wirtschaft und NFDI.

## NFDI-Konsortien
In den Konsortien formieren sich fachwissenschaftliche Communities und Infrastruktur-Partner um einen bestimmten, thematisch, methodisch, durch die Gegenstände oder nach Fachgruppen definierten Teilbereich des Wissenschaftssystems. Jedes Konsortium arbeitet an einem Dienste-Portfolio für das Forschungsdatenmanagement in seinem Teilbereich. Für den RfII ist dabei die „wissenschaftsgetriebene Ausgestaltung der NFDI“ von zentraler Bedeutung. Die DFG beschreibt die Konsortien folgendermaßen:
Konsortien sind auf langfristige Zusammenarbeit angelegte Zusammenschlüsse von Nutzenden und Anbietern von Forschungsdaten und umfassen Hochschulen, außeruniversitäre Forschungseinrichtungen, Ressortforschungseinrichtungen, Akademien und andere öffentlich geförderte Informationsinfrastruktureinrichtungen. Sie sind in der Regel nach Fachgruppen beziehungsweise Methoden organisiert und haben zum Ziel, den Zugang zu und die Nutzung der für sie relevanten Forschungsdaten zu gewährleisten und nachhaltig zu gestalten.
In drei sukzessiven Ausschreibungsrunden konnten Konsortienanträge eingereicht und insgesamt bis zu 30 Konsortien gefördert werden. Die Begutachtung der Konsortienanträge wurde von der Deutschen Forschungsgemeinschaft (DFG) koordiniert, wobei die letztendliche Förderentscheidung bei der Gemeinsamen Wissenschaftskonferenz (GWK) lag. Für den Auswahlprozess setzte die DFG ein Expertengremium ein, um „die Bewertung der Anträge auf der Grundlage einer fachwissenschaftlichen, informationstechnischen und strukturbezogenen Begutachtung sowie die Formulierung der Förderempfehlungen an die GWK“ vorzunehmen. Die Ausschreibung des Förderprogramms wurde am 6. Juni 2019 veröffentlicht. Die erste Förderrunde startete am 1. Oktober 2020, die zweite am 1. Oktober 2021 und die dritte am 1. März 2023.

### Geförderte Konsortien
In der ersten Ausschreibungsrunde konnten sich die folgenden neun Konsortien durchsetzen:
- NFDI4Culture (Geisteswissenschaften)[27]
- KonsortSWD (Sozialwissenschaften)[28]
- GHGA (Medizin)[29]
- NFDI4Health (Medizin)[30]
- DataPLANT (Biologie)[31]
- NFDI4BioDiversity (Biologie)[32]
- NFDI4Cat (Chemie)[33]
- NFDI4Chem (Chemie)[34]
- NFDI4ING (Ingenieurwissenschaften)[35]

In der zweiten Ausschreibungsrunde wurden weitere zehn Konsortien gefördert:
- BERD@NFDI (Sozial- und Verhaltenswissenschaften)[37]
- DAPHNE4NFDI (Physik)[38]
- FAIRmat (Physik)[39]
- MaRDI (Mathematik)[40]
- NFDI4DataScience (Informatik, interdisziplinär)[41]
- NFDI4Earth (Geowissenschaften)[42]
- NFDI4Microbiota (Lebenswissenschaften)[43]
- NFDI-MatWerk (Materialwissenschaft und Werkstofftechnik)[44]
- PUNCH4NFDI (Physik)[45]
- Text+ (Geisteswissenschaften)[46]

Seit März 2023 werden folgende Konsortien gefördert:
- NFDI4Memory (Geisteswissenschaften)[48]
- NFDI4Objects (Archäologie und Sammlungswissenschaften)[49]
- NFDI4BIOIMAGE (Mikroskopie)[50]
- NFDI4Energy (Energiesystemforschung)[51]
- NFDI4Immuno (Immunologie)[52]
- FAIRagro (Agrosystemforschung)[53]
- NFDIxCS (Computer Science)[54]
- Base4NFDI (Basisdienste für NFDI – Verbund von Konsortien)[55]

### Geistes- und Kulturwissenschaften
Vier Antrags-Initiativen (NFDI4Culture, Text+, NFDI4Objects und NFDI4Memory) bilden den Kern der geisteswissenschaftlichen Konsortien. Sie sind als eine allen geistes- und kulturwissenschaftlichen Initiativen offen stehende Gruppe über ein Memorandum of Understanding (MOU) verbunden, um überlappende Bereiche sinnvoll abzudecken. Für zwei Konsortien wurden bereits im Juni 2020 (NFDI4Culture) und im Juli 2021 (Text+) Förderempfehlungen ausgesprochen.

## Hintergrund
Die Nationale Forschungsdateninfrastruktur (NFDI) ist eine Initiative, die vom Rat für Informationsinfrastrukturen (RfII) lanciert, von der Gemeinsamen Wissenschaftskonferenz (GWK) initiiert und von Bund und Ländern finanziert wird. Mit ihr soll dem deutschen Wissenschaftssystem ein „bundesweites, verteiltes und wachsendes Netzwerk“ von Diensten und Beratungsangeboten für das Forschungsdatenmanagement zur Verfügung gestellt werden. Die entsprechende Bund-Länder-Vereinbarung wurde im November 2018 geschlossen. Der vereinbarte Förderumfang beläuft sich auf bis zu 90 Millionen Euro pro Jahr im Zeitraum 2019–2028.
Die Motivation der Initiative umfasst mehrere Aspekte. Erstens die Beobachtung, dass die allgegenwärtige Digitalisierung der Gesellschaft auch den Bereich der Wissenschaft in seiner ganzen Breite erfasst hat, bereits tiefgreifend verändert und dies in Zukunft verstärkt tun wird. Zweitens die Überzeugung, dass die Wettbewerbsfähigkeit und das Innovationspotential der deutschen Forschung und Entwicklung unmittelbar mit der Leistungsfähigkeit und Effizienz der Nutzung von digitalen Forschungsdaten zusammenhängen und dass diese Effizienz derzeit u. a. aufgrund kleinteiliger Strukturen, projektförmiger Initiativen, befristeter Finanzierungsmodelle und mangelnder Standardisierung nicht gegeben ist. Und drittens die Beobachtung, dass auch auf europäischer Ebene entsprechende Initiativen gestartet worden sind (insbesondere die European Open Science Cloud), an die die deutsche Forschungslandschaft anschlussfähig sein sollte und zu denen Deutschland mit der NFDI einen Beitrag leisten kann.
Die entscheidenden Impulse für die Initiative zur NFDI und für ihre Ausgestaltung sind von mehreren Papieren des Rats für Informationsinfrastrukturen (RfII) ausgegangen, die zwischen 2016 und 2018 erschienen sind. Die Ausgangslage wird ausführlich in dem Bericht Leistung aus Vielfalt vom Mai 2016 analysiert. Ein erster Impuls zur Etablierung einer NFDI war das Papier Schritt für Schritt – oder: Was bringt wer mit? vom April 2017, in dem einige mögliche Ziele einer NFDI und die Voraussetzungen auf Seiten der wissenschaftlichen Communities einerseits, der Infrastruktur-Partner andererseits, beschrieben wurden. Das Papier Zusammenarbeit als Chance vom März 2018 skizziert insbesondere eine Reihe von Merkmalen einer NFDI unter anderem bezüglich der folgenden Punkte: Ausgestaltung, Art der Nutzereinbindung, Formierung von Konsortien, Aufbau und Governance sowie Qualitätsmanagement, internationale Anbindung und Ressourcenbedarf. Schließlich ist im Dezember 2018 das Papier In der Breite und forschungsnah: Handlungsfähige Konsortien als vorerst letzter Diskussionsimpuls des RfII erschienen. Dieses Papier legt den Fokus auf die Ausgestaltung der einzelnen Konsortien und beschreibt, wie die Nutzer der NFDI eingebunden werden und wie die einzelnen Konsortien (beispielsweise thematisch oder methodisch) zugeschnitten sein können. Das Papier betont außerdem die Bedeutung der Förderung einer „Datenkultur“ und entsprechender Kompetenzen in der Breite der Wissenschaft. Schließlich beschreibt es Wege zum Aufbau eines geschichteten Dienste-Portfolios mit gemeinsamen generischen sowie darauf aufbauenden, domänenspezifischen Diensten.
Anfang Mai 2019 wurde in einem Beschluss der Gemeinsamen Wissenschaftskonferenz (GWK) bekannt gegeben, dass das Direktorat der NFDI in Karlsruhe angesiedelt wird. Das Karlsruher Institut für Technologie (KIT) und das FIZ Karlsruhe waren mit der Gründung und dem Aufbau von NFDI betraut. Der KIT-Professor York Sure-Vetter wurde im Februar 2020 von der GWK zum Direktor von NFDI ernannt und trat sein Amt am 1. März 2020 an.

## Resonanz
Die Diskussionspapiere des Rats für Informationsinfrastrukturen und die politischen Überlegungen zur Gründung von NFDI haben in der Wissenschaft in Deutschland Aufmerksamkeit erhalten. Dies manifestiert sich unter anderem in den Stellungnahmen und Positionspapieren verschiedener Akteure (bis Feb. 2019):
- wissenschaftliche Verbünde:
  - German Federation for Biological Data (GFBio)[63]
  - frühe Konsortial-Initiativen: NFDI4Chem[64], NFDI4ING[65], NFDI4Life[66] und NFDI4Earth[67]
- wissenschaftliche Fachverbände:
  - Gesellschaft für Musikforschung (GfM)[68]
  - Verband der Historiker und Historikerinnen Deutschlands (VHD)[69]
  - Verband Digital Humanities im deutschsprachigen Raum (DHd)[70]
  - Workshop-Reihe „Wissenschaftsgeleitete Forschungsinfrastrukturen für die Geistes- und Kulturwissenschaften in Deutschland“ mit Vertreterinnen und Vertretern vieler Fachverbände[71]
- Wissenschaftsorganisationen (und deren Zusammenschlüsse)
  - Deutsche Forschungsgemeinschaft (DFG)[72]
  - Allianz der Wissenschaftsorganisationen[73]
  - Union der deutschen Akademien der Wissenschaften[74]

- Archiv- und Infrastruktureinrichtungen:
  - Nestor Archivierungsnetzwerk[75]
  - Konferenz der Leiterinnen und Leiter der Archivverwaltungen des Bundes und der Länder (KLA)[76]
  - Deutsche Bibliotheksverband e. V. (dbv)[77]

Auch erste Veröffentlichungen in Fachzeitschriften und wissenschaftsnahen Publikationen zum Thema NFDI sind bereits erschienen, unter anderem in den Jahrbüchern für Nationalökonomie und Statistik, in der Zeitschrift Forschung und Lehre sowie in Bibliothek: Forschung und Praxis. Die Zeitschrift Bausteine Forschungsdatenmanagement hat eine Sonderausgabe zu NFDI publiziert. Schließlich sind auch Berichte in der Tagespresse zu nennen, unter anderem in der Frankfurter Allgemeinen Zeitung (FAZ) und in Die Tageszeitung taz.